# 弗拉基米爾·魯道福維奇·索洛維約夫

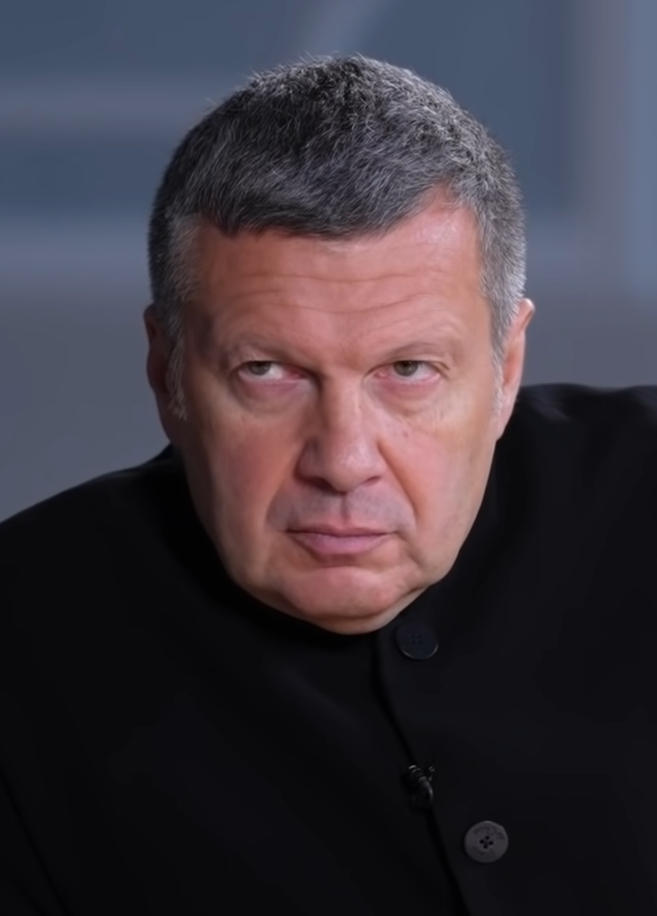
弗拉基米爾·索洛維約夫

弗拉基米爾·魯道福維奇·索洛維約夫（羅馬化：Vladimir Rudolfovich Solovyov；1963年10月20日—），俄羅斯電視主持人、政治宣傳家。
索洛維約夫出生於莫斯科的一個猶太人家庭。1980年，他進入莫斯科鋼鐵合金學院學習，1986年以優異成績畢業。他與弗拉季斯拉夫·苏尔科夫、米哈伊尔·弗里德曼是校友。
1999年起，他接受TNT電視臺總經理謝爾蓋·斯克沃爾佐夫（Сергей Скворцов）的邀請，開始了電視頻道主持人生涯。曾在TNT（1999-2002）、俄羅斯公共電視臺（1999-2001）、TV-6（2001-2002）、TVS（2002-2003）、NTV（2003-2009）當過主持人，2010年起成為俄羅斯-1的主持人。2012年起，他成為脫口秀「索洛维约夫周日之夜」的主持人。
索洛維約夫以反烏克蘭言論和親俄宣傳而聞名。他在其主持的節目中一再發表恐烏克蘭言論，曾稱呼邁丹革命的活動家為「法西斯主義者」。2022年俄羅斯入侵烏克蘭期間，他積極支持俄羅斯的入侵行動。他因此受到了歐盟、加拿大、英國、澳大利亞、日本、瑞士、紐西蘭、烏克蘭等國的制裁。
2024年3月29日，亚美尼亚宣布索洛維約夫主持的两个节目违反了埃里温与莫斯科关于大众传播领域合作的政府间协议，指责后者企图干涉其内部政治，禁止他在亚美尼亚境内播放的节目。

## 指责网民不爱国
2023年5月，俄国连续对乌克兰首都基辅在内的城市发动了近一个月的高强度空袭。随后在5月30日，莫斯科地区遭到了大批无人机袭击，被打击的目标中包括莫斯科城西郊的权贵聚集区卢布廖夫卡。结果俄国民众对此似乎并不在意，甚至还有网民发帖嘲笑卢布廖夫卡遭袭击。俄国官媒和宣传人士怒斥这些网民“叛国”，索洛维约夫质问道：“难道住在卢布廖夫卡的就不是我们俄国同胞了么？你们在那开心什么？难道我们不再是一个国家，一个民族了么？！”